# Fueled by Ramen
Fueled by Ramen – amerykańska wytwórnia muzyczna, zajmująca się promocją alternatywnej muzyki rockowej, należy do Warner Music Group. Została założona w 1996 roku, w miejscowości Gainesville w północnej Florydzie z inicjatywy dwóch znajomych, Vinniego Fiorello oraz Johna Janicka. Ten pierwszy, który jest perkusistą oraz jednym z założycieli alternatywnego zespołu Less Than Jake, odszedł z wytwórni w grudniu 2006 roku z powodu "kierunku, który zaczynała ona obierać". Wcześniej, bo w 2004 roku, wytwórnię przeniesiono do Tampy położonej w centrum stanu.
Nazwa Fueled by Ramen w dosłownym tłumaczeniu znaczy "napędzani przez ramen" (ma ona świadczyć o zamiłowaniu współzałożycieli do tego produktu).
W 2005 roku Peter Wentz, basista poppunkowego zespołu Fall Out Boy, założył własną wytwórnię muzyczną, Decaydance Records, podległą Fueled by Ramen.

## Ważniejsze zespoły muzyczne
- All Time Low
- The Academy Is...
- Cobra Starship
- Fall Out Boy
- Gym Class Heroes
- The Hush Sound
- Less Than Jake
- Lifetime
- Panic! at the Disco
- Paramore
- Good Charlotte
- Fun
- Against The Current
- Twenty One Pilots
- One Ok Rock